# Françoise Demulder
Françoise Demulder, född 9 juni 1947 i Paris, död 3 september 2008 i Paris, var en fransk krigsfotograf.
År 1971 blev Demulder första kvinna att vinna World Press Photo of the Year. Det vinnande fotot visar hur en palestinsk kvinna bedjande höjer händerna mot en maskerad man tillhörande milisen i Beirut under inbördeskriget i Libanon.
Demulder studerade filosofi och reste till Vietnam som turist under 1970-talet. Med tiden ville hon förstå Vietnamkriget bättre och hon bestämde sig för att stanna i landet. Hon har berättat att ett av få sätt att tjäna pengar i Vietnam under denna tid var att sälja fotografier av kriget. Detta ledde till att hon reste runt i landet, arbetade och utvecklades allt mer som krigsfotograf på fältet. I en tid då det var mycket ovanligt med kvinnliga krigsfotografer kom Françoise Demulder att tillhöra en liten grupp franska kvinnliga fotografer som gjort avtryck i historien.
Demulder arbetade senare i Sydostasien, Mellanöstern och i Kuba. Hennes bilder publicerades i tidningar som Paris Match, Newsweek och Stern.
Hon dog av en hjärtinfarkt, 61 år gammal.